# Living Time
Living Time est un album du pianiste de jazz Bill Evans et du compositeur George Russell paru en 1972.

## Historique
Cet album, produit par Helen Keane, a été initialement publié en 1972 par Columbia Records (KC 31490). Il a été enregistré au Columbia records 30th street studio à New York en mai 1972.

## Titres de l’album
Toute la musique est composée par George Russell.
| No | Titre      | Durée |
| -- | ---------- | ----- |
| 1. | Event I    | 3:50  |
| 2. | Event II   | 8:20  |
| 3. | Event III  | 2:46  |
| 4. | Event IV   | 5:31  |
| 5. | Event V    | 11:55 |
| 6. | Event VI   | 4:12  |
| 7. | Event VII  | 3:07  |
| 8. | Event VIII | 4:41  |

## Personnel
- Bill Evans : piano, Fender Rhodes
- Eddie Gomez : contrebasse
- Marty Morell : batterie

The George Russell Orchestra :
- Ernie Royal, Snooky Young, Stanton Davis, Richard Williams : trompette, bugle
- Howard Johnson : tuba, bugle, clarinette basse
- Dave Baker, Garnett Brown : trombone
- Dave Bargeron : trombone, tuba
- John Clark : cor
- Jimmy Giuffre : saxophone ténor, saxophone baryton, clarinette, flûte
- Joe Henderson : saxophone ténor, flûte
- Sam Rivers : saxophone ténor, flûte, hautbois
- Webster Lewis : Fender Rhodes, orgue Hammond
- Ted Saunders : Fender Rhodes, clavinet
- Sam Brown : guitare
- Ron Carter, Stanley Clarke : contrebasse, guitare basse
- Herb Bushler : guitare basse
- Tony Williams : batterie
- Marc Belair : percussions

## À propos de l’album
- Living Time est une pièce « expérimentale » de forme concertante écrite par George Russell. Cette œuvre est aux frontières de la third stream music, du jazz modal, du free jazz, du jazz fusion, de la musique contemporaine et du rock.
- C'est le deuxième et dernier album de Bill Evans pour Columbia Records. Les dirigeants voulaient diversifier la production de Bill Evans. Dès le début du contrat, un album de pur jazz fusion avait été planifié mais n'a jamais été enregistré[1]. Par contre, le disque the Bill Evans Album contenant uniquement des compositions du pianiste avait été enregistré et publié. Pour le présent album, ils avaient commandé une sorte de concerto expérimental pour trio de jazz et grand orchestre. Les témoignages sur la genèse de cette œuvres divergent : Evans a déclaré que l’œuvre a été écrite spécialement pour son trio[2], mais Marty Morell affirme que cette œuvre était déjà composée et n’était pas originellement destinée à être jouée avec le trio de Bill Evans[3]. Il est probable que la deuxième affirmation soit exacte. Certes, la partition de Russell est intéressante, mais, force est de constater qu’il y a peu de synergie entre ce que joue le trio et ce que joue l’orchestre. Au milieu de grooves binaires et de passages totalement atonaux, Bill Evans semble être utilisé à contre-emploi. Russell en était conscient, mais était très satisfait du résultat. Il avait déclaré à l’époque : « Bill played like he was pushed into some other level, hit over head, kicked in the behind »[4]. L’auditeur peut rester dubitatif devant le résultat artistique de ces « coups de pied au derrière ».
- Ce disque assez déconcertant fit, malgré son casting de rêve, un flop. Evans reçut même de nombreuses lettres de réclamations de fans mécontents[5]. Il est probable que l’échec commercial de cet album ait été le facteur déclenchant de la fin du contrat d’Evans avec Columbia Records.
- George Russell a ré-enregistré cette œuvre en 1995. On la trouve sur l’album It's About Time (Label Bleu, LBLC 6587). Pour cette version, c'est le pianiste français Paul-Christian Staicu qui reprend le poste de pianiste. L'orchestre est composé de membres « réguliers » de l'orchestre de Russell  et de musiciens du Conservatoire de Paris. Par ailleurs, George Russell devait être fier de sa composition car il nomma « Living Time Orchestra » l'orchestre qu'il dirigea dans les années 1980-1990.